# Synema nigriventer
Synema nigriventer là một loài nhện trong họ Thomisidae.
Loài này thuộc chi Synema. Synema nigriventer được Maria Dahl miêu tả năm 1907.